# Brachyauchenus castaneus
Brachyauchenus castaneus är en insektsart som beskrevs av Brunner von Wattenwyl 1895. Brachyauchenus castaneus ingår i släktet Brachyauchenus och familjen vårtbitare. Inga underarter finns listade i Catalogue of Life.